# 森特勒爾鎮區 (北卡羅萊納州布拉登縣)
森特勒爾鎮區（英語：Central Township）是位於美國北卡羅萊納州布拉登縣的一個鎮區。

## 地方資料
森特勒爾鎮區的面積為83.91平方千米，皆為陸地。根據2020年美國人口普查的數據，當地共有人口1028人，而人口密度為每平方千米12.25人。